# Agneta Svensk
Eva Agneta Helen Svensk, född 27 augusti 1953 i Insjön, Leksands kommun Dalarna, död 14 juni 2003 i Diö, var en svensk textilkonstnär och formgivare.

## Biografi
Agneta Svensk studerade vid Sätergläntan, Vävskolan i Leksand, och Handarbetets Vänner. Hon praktiserade även hos Wålstedts Textilverkstad under 1970-talet. Under utbildningen på Handarbetets Vänner 1986–1988 fick Svensk lära sig pappersspinning av Dorothy Miller. Vintern 1994 började Svensk väva in hemliga meddelanden i papper. Hon lät bland annat vännen Goro Suzuki måla tecken på japanpapper som strimlades i långa remsor och sedan spanns till en tunn tråd på slända.
1974–1975 arbetade Svensk som textilkonstnär på Hildale Ranch i Kanada där hon gjorde sin första fjädervävnad. Många av hennes mattor, med samlingsnamnet Ariadnes tråd, vävdes i den turkiska staden Konya. Mattorna har visats på flera museer och finns numera på svenska ambassader, i offentliga rum och i privata hem. Svensk formgav både antependiet, mässhaken, stolan, predikstolsklädet och kalkduken till Åhls kyrka, Dalarna, de finns där sedan slutet av 2003.
Svensk formgav tygerna Barr och Bambu för en kollektion med påslakan och metervaror till Ikea 1995. Hon har även formgivit mattor, tapeter och porslin till Ikea. Svensk ritade mönstret "Krasse" som trycktes på bomullsväv hos Ljungbergs Textil.

## Verk i urval
- Krasse
- Fjäderhamn, lasarettet i Växjö.

## Urval utställningar
- Leksands Kulturhus sommaren 2003.